# Пол Артур Шилп
Пол Артур Шилп (енгл. Paul Arthur Schilpp; Диленбург, 6. фебруар 1897 — 6. септембар 1993) био је амерички просветни радник.

## Биографија
Рођен је 6. фебруара 1897. у Диленбургу, у Немачком царству. Доселио се у Сједињене Америчке Државе пре Првог светског рата. Предавао је на Северозападном универзитету, Универзитету Калифорније, Пацифика и провео је последње године своје професионалне каријере предајући курсеве општих студија филозофије на Универзитету Јужни Илионс у Карбондејлу.
Године 1965. дошао је на Универзитет Јужни Илиноис након што је процењен као престар за предавање на угледним универзитетима. Универзитет Јужни Илиноис се сложио са његовим условом да му се дозволи да предаје курсеве општих студија филозофије, омогућавајући му тако да достигне највећи ниво онога што је Шилп назвао „савитљиви умови”. Био је познат по својим страственим наставним методама и изузетно енергичном предавању.
Дуго година је био уредник Library of Living Philosophers. Као уредник успео је да убеди запажене личности као што су Алберт Ајнштајн, Курт Гедел и Бертранд Расел да дају свој допринос библиотеци.
Умро је од респираторне инсуфицијенције 6. септембра 1993. у Сент Луису.